# Fontanès, Gard
Fontanès är en kommun i departementet Gard i regionen Occitanien i södra Frankrike. Kommunen ligger i kantonen Sommières som tillhör arrondissementet Nîmes. År 2022 hade Fontanès 688 invånare.

## Befolkningsutveckling
Antalet invånare i kommunen Fontanès
Referens:INSEE